# Kengo Nakamura
Kengo Nakamura (n. 31 octombrie 1980) este un fotbalist japonez.

## Statistici
| Japonia | Japonia | Japonia |
| An      | Meciuri | Goluri  |
| ------- | ------- | ------- |
| 2006    | 3       | 1       |
| 2007    | 13      | 0       |
| 2008    | 13      | 2       |
| 2009    | 12      | 2       |
| 2010    | 11      | 0       |
| 2011    | 4       | 1       |
| 2012    | 7       | 0       |
| 2013    | 5       | 0       |
| Total   | 68      | 6       |